# Test Cochrana–Mantela–Haenszela
Test Cochrana–Mantela–Haenszela (ang. Cochran–Mantel–Haenszel test, w skrócie CMH test) – test statystyczny w ramach którego badany jest związek między dwiema zmiennymi dychotomicznymi, przy jednoczesnym uwzględnieniu trzeciej zmiennej zakłócającej, która jest zmienną nominalną. Twórcami testu są William Gemmell Cochran, Nathan Mantel i William Haenszel. 
Test CMH jest często używany w biostatystyce.